# Carbuccia
Carbuccia (en cors Carbuccia) és un municipi francès, situat a la regió de Còrsega, al departament de Còrsega del Sud. L'any 2005 tenia 322 habitants.

## Demografia
| 1962 | 1968 | 1975 | 1982 | 1990 | 1999 | 2005 |
| ---- | ---- | ---- | ---- | ---- | ---- | ---- |
| 212  | 223  | 199  | 180  | 182  | 254  | 322  |

## Administració
| Període | Identitat       | Partit | Qualitat |
| ------- | --------------- | ------ | -------- |
| 2001-   | Paul Giudicelli |        |          |